# Tortula revolvens
Tortula revolvens är en bladmossart som beskrevs av Georg Roth 1904. Tortula revolvens ingår i släktet tussmossor, och familjen Pottiaceae. Inga underarter finns listade i Catalogue of Life.